# گارنیگا ترمه
گارنیگا ترمه (به ایتالیایی: Garniga Terme) یک چشمه آب گرم و کومونه در ایتالیا است که در ترنتینو واقع شده‌است. گارنیگا ترمه ۱۳٫۱ کیلومتر مربع مساحت و ۳۶۴ نفر جمعیت دارد.